# Клаусен, Нестор
Не́стор Рола́ндо Кла́усен (исп. Néstor Rolando Clausen; род. 29 сентября 1962, Арруфо, Санта-Фе) — аргентинский футболист, защитник. Игрок национальной сборной Аргентины. Чемпион мира (1986), участник двух Кубков Америки (1983; 1989 — третье место). После завершения игровой карьеры стал тренером.

## Биография
Предки Клаусена иммигрировали в Аргентину из швейцарского села Эрнен в кантоне Вале приблизительно в 1889 году.
В 16 лет Нестор отправился из родной провинции в тренировочную базу для молодых футболистов гранда аргентинского футбола — клуба «Индепендьенте». Не прошло и года, как он дебютировал в основном составе команды против «Тигре». Это случилось 17 августа 1980 года. Матч завершился со счётом 1:0 в пользу команды Клаусена.
В составе «красных дьяволов» Клаусен неоднократно становился чемпионом Аргентины, побеждал в Кубке Либертадорес и Межконтинентальном кубке в 1984 году. В 1986 году он стал чемпионом мира в составе сборной Аргентины. После победы на турнире ему стали приходить письма по-французски и по-немецки от швейцарских поклонников. Нестор поговорил со своим отцом об истории семьи и узнал о её происхождении. По окончании победного сезона 1989 года Нестор решил перейти в футбольный клуб «Сьон» из чемпионата Швейцарии, вернувшись, таким образом, как представитель своей семьи на историческую родину спустя 100 лет. Там он выиграл Кубок и чемпионат Швейцарии.
В 1995 году Нестор вернулся в Аргентину, но уже в состав другого клуба из Авельянеды — «Расинга». Вместе с ним он стал победителем второго по значимости турнира в Южной Америке на тот момент — Суперкубка Либертадорес. Закончил карьеру футболиста Клаусен в клубе из пригорода Авельянеды — «Арсенале» из Саранди, который тогда выступал в низших дивизионах (а в 2007 году выиграет Южноамериканский кубок). Таким образом, Клаусен выступал за все три самые важные клуба своего города, два из которых относятся к числу самых старейших, титулованных и уважаемых в стране.
За свою карьеру Клаусен выступал под руководством таких тренеров, как Пасториса, Менотти, Билардо. От каждого из них он учился определённым тактическим навыкам и тренерским хитростям. Начал свою тренерскую карьеру Клаусен в молодёжных командах «Индепендьенте». На тот момент в клубе был довольно серьёзный кризис, «Инде» находился почти на грани банкротства. В определённый момент Клаусен решил самостоятельно тренировать профессиональные клубы. Поэтому он отправился в Боливию, и в первый же сезон клуб «Ориенте Петролеро» под его руководством занял второе место в чемпионате страны.
В 2003 году Клаусен тренировал уже «Стронгест». Это был первый сезон, когда в Боливии стали выявлять по два чемпиона за год — победителя Апертуры и победителя Клаусуры. И оба этих чемпионата выиграл «Стронгест».
Затем Клаусен тренировал аргентинские «Чакариту» и «Уракан» (Трес-Аройос). С 2007 года он возглавлял швейцарский клуб «Нёвшатель Ксамакс». Затем он работал с клубом «Аль-Кувейт» (Кувейт) в 2009 году, «Боливаром» в 2010 и с «Дубаем» в 2011. С 2012 по 2015 год тренировал боливийские команды. Затем работал в Эквадоре и Тунисе. В 2017 году вернулся в Боливию.

## Достижения

### Как игрок
- Чемпион Аргентины (2): 1983 (Метрополитано), 1988/89
- Чемпион Швейцарии (1): 1991/92
- Обладатель Кубка Швейцарии (1): 1990/91
- Обладатель Суперкубка Либертадорес (1): 1995
- Обладатель Кубка Либертадорес (1): 1984
- Обладатель Межконтинентального кубка (1): 1984
- Чемпион мира (1): 1986

### Как тренер
- Чемпион Боливии (2): 2003 (Апертура), 2003 (Клаусура)